# Бахрейн (аэропорт)
Международный аэропорт Бахре́йн (ИАТА: BAH, ИКАО: OBBI) (араб. مطار البحرين الدولي‎) — крупнейший аэропорт Бахрейна, расположен на острове Мухаррак, в семи километрах от столицы страны Манамы. Основной аэропорт компаний Bahrain Air и Gulf Air. Пассажиропоток — 8,6 миллиона человек (в 2015 году).

## История
Первый коммерческий самолет приземлился в Бахрейне в 1932, он выполнял рейс Лондон—Дели. Во время Второй мировой войны аэропорт использовался ВВС Армии США.
С конца войны и до объявления независимости в 1971 году аэропорт использовался ВВС Великобритании. В 1976 году с рейса авиакомпании British Airlines Лондон — Бахрейн началась коммерческая эксплуатация Конкордов.
Аэропорт расширялся в 1976 и 1994 годах, когда был построен новый терминал стоимостью $100 млн, рассчитанный на 10 млн пассажиров в год.

## Авиакомпании и направления
| Авиакомпания            | Место назначения |
| ----------------------- | --- |
| Air Arabia              | Шарджа |
| Air India               | Дели |
| Air India Express       | Кожикоде, Кочин |
| British Airways         | Лондон |
| Cathay Pacific          | Гонконг, Дубай |
| EgyptAir                | Каир |
| Emirates                | Дубай |
| Ethiopian Airlines      | Аддис-Абеба |
| Etihad Airways          | Абу-Даби |
| Flydubai                | Дубай |
| Gulf Air                | Абу-Даби, Амман, Александрия, Афины, Багдад, Бангалор, Бангкок, Бейрут, Баку, Бурайда, Дакка, Даммам, Дели, Джидда, Дубай, Исламабад, Каир, Карачи, Касабланка, Кожикоде, Коломбо, Кочин, Кувейт, Ларнака, Лахор, Лондон, Манила, Маскат, Москва, Медина, Мултан, Мумбаи, Париж, Пешавар, Сиялкот, Стамбул, Тбилиси, Тривандрам, Франкфурт-на-Майне, Хайдарабад, Хартум, Ченнай, Эн-Наджаф, Эр-Рияд |
| Jazeera Airways         | Кувейт |
| Jet Airways             | Мумбаи |
| KLM                     | Амстердам, Кувейт |
| Kuwait Airways          | Кувейт |
| Lufthansa               | Франкфурт-на-Майне |
| Oman Air                | Маскат |
| Pegasus Airlines        | Стамбул |
| Saudia Arabian Airlines | Джидда, Эр-Рияд |
| Srilankan Airlines      | Коломбо |
| Turkish Airlines        | Стамбул |

## Статистика
| Год  | Пассажиров | Грузов, тонна | Рейсов |
| ---- | ---------- | ------------- | ------ |
| 1998 | 3 434 812  | —             | —      |
| 1999 | 3 950 000  | —             | —      |
| 2000 | 3 975 000  | —             | —      |
| 2001 | 3 991 623  | 156 466       | 60 490 |
| 2002 | 4 147 105  | 180 823       | 61 965 |
| 2003 | 4 296 979  | 237 922       | 69 493 |
| 2004 | 5 200 000  | 301 906       | 72 530 |
| 2005 | 5 581 503  | 334 832       | 73 891 |
| 2006 | 6 114 638  | 320 492       | 74 182 |